# Kačanik (gmina)
Kačanik (cyr. Качаник, alb. Kaçanik) – gmina w Kosowie w regionie Uroševac. Ma około 210 km² powierzchni i jest zamieszkana przez 34 667 osób (szacunki na 2022 rok). Głównym miastem jest Kačanik.
Według spisu powszechnego z 1991 roku gmina zamieszkana była przez 37 368 Albańczyków, 223 Serbów oraz 20 Czarnogórców. Według spisu z 2011 roku było to 33 362 Albańczyków oraz 20 Bośniaków.
Gospodarkę gminy stanowią głównie produkcja wapna, cegieł oraz niewielkie przedsiębiorstwa handlowe.